# シャンタル・プチクレール
シャンタル・プチクレール（フランス語: Chantal Petitclerc, 1969年12月15日- ）は、カナダの車いす陸上競技選手。アトランタ、シドニー、アテネ、北京のパラリンピック4大会で14個の金メダルを獲得した。

## 人物
ケベック州サン＝マルク＝デ＝カリエール（Saint-Marc-des-Carrières）に生まれる。13歳のときに事故で両脚の機能を失う。高校の体育教師の薦めで水泳を始めたのがスポーツに取り組むきっかけとなった。18歳で車いすレースの大会に初参加、1989年にはカナダの国内選手権で初優勝し、現在まで100m、200m、400m、800m、1500mの国内記録保持者となっている。
パラリンピックへの初出場は1992年のバルセロナ大会で、以降、アトランタ、シドニー、アテネ、北京の5大会において、金メダルを14個、銀メダルを5個、銅メダルを2個、計21個のパラリンピックメダルを獲得した。オリンピックでは2004年のアテネオリンピックにおいて公開競技として行われた車いす陸上800mで優勝した。
障害者アスリートの正式参加が始まった2002年のコモンウェルスゲームズ、マンチェスター大会では800mで優勝し、健常者の出場する大会で公式のメダルを獲得したカナダ史上初の障害のある選手となった。同メルボルン大会では、開会式でカナダ代表チームの旗手も務めている。
2005年、ローレウス世界スポーツ賞を受賞した。2008年、カナダの年間最優秀スポーツ選手に与えられるルー・マーシュ賞を受賞した。
1994年、1995年には大分国際車いすマラソンに出場し、1994年の第14回大会で優勝を果たしている。

## おもな記録

### 世界記録
- 100m - 15秒91（2008年、アトランタ）
- 200m - 27秒52（2008年、北京）
- 400m - 51秒91（2004年、アテネ）
- 800m - 1分45秒19（2008年、北京）
- 1500m - 3分24秒20（2007年、アトランタ）

### パラリンピック記録
- 100m - 16秒33
- 200m - 27秒52
- 400m -51秒91
- 800m - 1分45秒19
- 1500m - 3分26秒89